# Fridhems kyrkogård

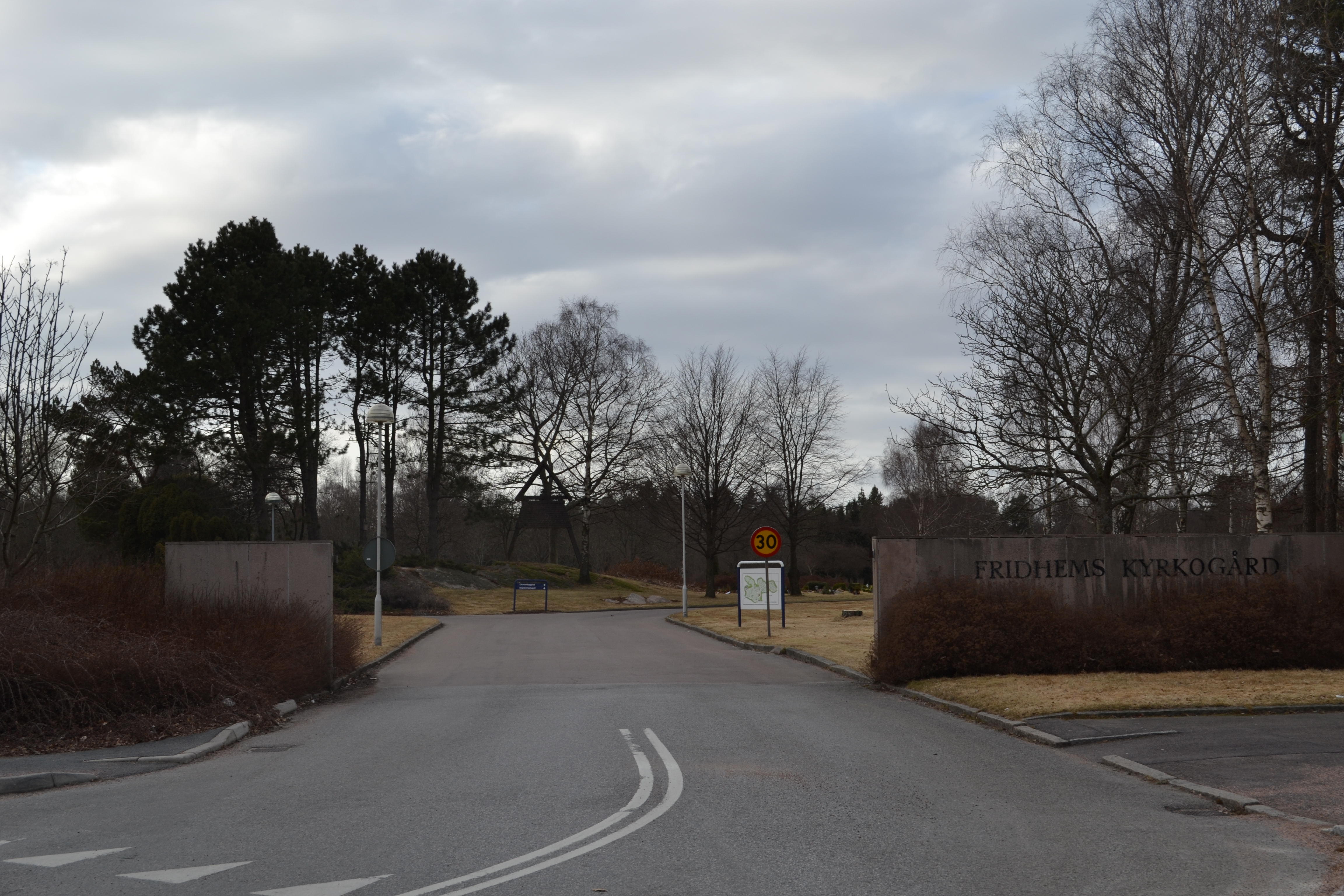
Fridhems kyrkogård, västra infarten

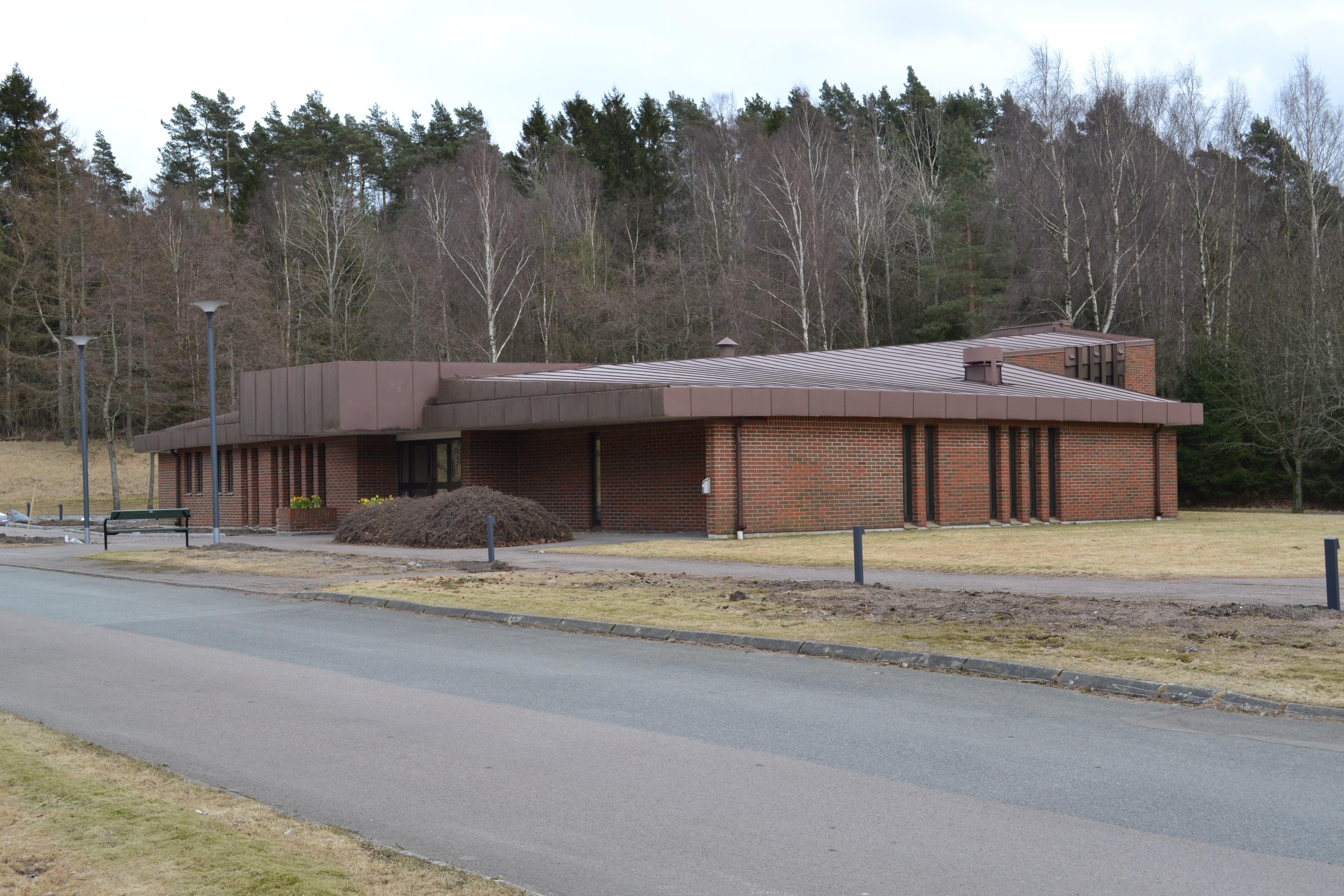
Fridhems kyrkogård, kapellet

Fridhems kyrkogård är en kyrkogård på Hisingen i Göteborg, belägen i Backa församling. Kyrkogården har en areal av 87 hektar och rymmer cirka 5 627 kristna gravplatser. Kyrkogården har även en av Svenska kyrkans två muslimska begravningsplatser i Göteborg.
Kyrkogården invigdes 1968 av kontraktsprosten Nils Oderstam och 1982 invigdes det nuvarande kapellet av biskop Bertil Gärtner. Mellan 1968 och 1982 hade en vandringskyrka fått tjäna som ett provisoriskt kapell på kyrkogården.